# زیاز
زیاز مرکز دهستان اشکور سفلی؛ و در۲۶ کیلومتری شهر رحیم آباد واقع شده‌است؛ و براساس سرشماری ۱۳۸۵، ۱۷۹ نفر جمعیت دارد. با توجه به اینکه این روستا مرکز دهستان اشکور سفلی تعیین و تعریف شده‌است دارای یک دبستان، یک مدرسه راهنمایی تحصیلی شبانه‌روزی پسرانه و یک دبیرستان شبانه‌روزی پسرانه هم می‌باشد.
درلغتنامه دهخدا آمده‌است زیازدهی از دهستان اشکورپائین است که دربخش رودسر واقع است و ۲۶۲ تن سکنه دارد.
ظهیرالدین می‌گوید که نزدیک سجیران در محلی به نام زیازسید رضی کیاکاروانسرایی برای مسافران ساخت(۸۲۹هجری) و باغی احداث کرد که در آن درختهای میوه و انگور رودبار کاشته می‌شود.]]